# 第14偵察隊
第14偵察隊（だいじゅうよんていさつたい、JGSDF 14th Reconnaissance Unit）は、陸上自衛隊善通寺駐屯地（香川県善通寺市）に駐屯する第14旅団隷下の機甲科（偵察）部隊である。

## 概要
情報収集専任部隊として第14旅団の行動に必要な情報を偵察警戒車、軽装甲機動車や偵察用オートバイなどの車両や各種偵察用器材を使用して情報収集する任務にあたる。隊長は、2等陸佐で、隊旗は大隊旗を使用する。

## 沿革
第2混成団本部中隊偵察小隊
- 1981年（昭和56年）3月25日：第2混成団本部中隊偵察小隊が善通寺駐屯地において編成。
- 1992年（平成04年）：87式偵察警戒車を装備。
- 2005年（平成17年）：85式地上レーダー装置 JTPS-P11を装備。
- 2006年（平成18年）3月26日：第2混成団本部中隊偵察小隊（善通寺駐屯地）が廃止。

第14偵察隊
- 2006年（平成18年）3月27日：第14偵察隊が善通寺駐屯地に新編。第14旅団に隷属。

## 部隊編成
- 第14偵察隊本部
- 第14偵察隊本部付隊：82式指揮通信車
- 電子偵察小隊：85式地上レーダー装置 JTPS-P11
- 第1偵察小隊：87式偵察警戒車、軽装甲機動車、偵察用オートバイ
- 第2偵察小隊：87式偵察警戒車、軽装甲機動車、偵察用オートバイ

装備車両の部隊表示は、全て「14偵」
隊旗はだいだいの地色に白の横線2本の大隊旗を備える。

## 整備支援部隊
- 第14後方支援隊第2整備中隊偵察直接支援小隊「14後支-2整」（善通寺駐屯地）：2006年（平成18年）3月27日から

## 主要幹部
| 官職名       | 階級    | 氏名     | 補職発令日 | 前職 |
| ------------ | ------- | -------- | ---------- | ---- |
| 第14偵察隊長 | 2等陸佐 | 内藤真幸 |            |      |

| 代 | 氏名       | 在職期間                      | 前職 | 後職 |
| -- | ---------- | ----------------------------- | ---- | ---- |
| 1  | 河岡二郎   | 2006年03月 日 - 2008年03月 日 |      |      |
| 2  | 宇田弘志   | 2008年03月 日 - 2010年03月 日 |      |      |
| 3  | 伊與田雅一 | 2010年03月 日 - 2011年07月 日 |      |      |
| 4  | 清藤謙     | 2011年07月 日 - 2013年07月 日 |      |      |
| 5  | 浦野武仁   | 2013年07月 日 -               |      |      |
| 6  | 富永幸二   |                               |      |      |
| 7  | 内藤真幸   |                               |      |      |

## 主要装備
- 87式偵察警戒車
- 82式指揮通信車
- 軽装甲機動車
- 85式地上レーダー装置 JTPS-P11
- 野戦情報探知装置 JGSQ-S2
- 偵察用オートバイ
- 1/2tトラック / 73式小型トラック
- 1 1/2tトラック / 73式中型トラック
- 3 1/2tトラック / 73式大型トラック
- 89式5.56mm小銃
- 12.7mm重機関銃
- 9mm拳銃